# 星野学園小学校
星野学園小学校（ほしのがくえんしょうがっこう）は、埼玉県川越市上寺山にある私立小学校。2007年（平成19年）に設置された県内5つ目の私立小学校。系列の星野学園中学校・星野高等学校（共学部）に併設されている。

## 施設・設備
- 多目的ホール、図書室、音楽室、図工室（被服室と兼用）、調理室、理科室、ランチルーム
- グラウンド、遊具場、屋上運動場
- 床上下可動式室内温水プール

また、星野記念講堂（ハーモニーホール）など、星野学園中学校・星野高等学校の施設も利用する。

## 交通
- 川越駅（JR川越線・東武東上線）、本川越駅（西武新宿線）、入間市駅（西武池袋線）よりスクールバスあり（有料）。